# Pères de la Miséricorde

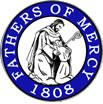
Emblème de la congrégation

Les Prêtres de la Miséricorde, communéments appelés Pères de la Miséricorde (en latin : Congregatio Presbyterorum a Misericordia ; en anglais : Fathers of Mercy) forment une congrégation cléricale de l'Église catholique dédiée à la prédication. Elle a été fondée en France au début du XIXe siècle par le Père Jean-Baptiste Rauzan. Ils signent C.P.M.

## Historique
L'institut a été fondé à Lyon en 1808, puis formé à Paris en 1814 et approuvé par Grégoire XVI, le 18 février 1834.
Le fondateur, Jean-Baptiste Rauzan (1757-1847), est un prêtre de l'archidiocèse de Bordeaux. Pendant la Révolution française, il refuse de prêtrer le serment constitutionnel, restant fidèle au pape et à la monarchie, et émigre en Allemagne pour échapper à la Terreur. Il rentre en France après le coup d'État du 18 Brumaire et, remarqué par le cardinal Fesch, s'attache à une union de prêtres formés aux missions dans les paroisses, pour rechristianiser les fidèles éprouvés par la Révolution. Cependant, le père Rauzan, fervent royaliste, est visé par les autorités civiles, et l'union est dispersée. Elle se reforme à l'arrivée au pouvoir de Louis XVIII. Il est nommé chapelain du roi, le 26 décembre 1814.
De nouveaux prêtres rejoignent l'association, dont Denis Frayssinous, fondateur du collège Stanislas, ou Charles de Forbin-Janson, jeune vicaire-général de Chambéry et futur fondateur de l'œuvre de la Sainte-Enfance. L'union est reconnue par l'archevêque de Paris, puis par le ministère de l'Intérieur. Les prêtres missionnaires s'installent à Paris et prêchent régulièrement dans différentes villes de province, comme Marseille, Orléans, Poitiers, Rennes, Toulon ou Tours. Le P. Rauzan fonde l'association des Dames de La Providence, la congrégation des Sœurs de Sainte-Clotilde (1821). Ils deviennent chapelains au Mont-Valérien. Cependant leur attachement à la dynastie des Bourbon et leurs fermes opinions légitimistes les éloignent de la nouvelle monarchie de Juillet. Ils se réfugient à Rome, où le pape Grégoire XVI les reconnaît  en 1834 et les affilie à la Propaganda Fide, le 15 mars 1834, comme Prêtres de la Miséricorde. Ils gardent leur maison-mère à Paris, jusqu'aux lois d'Émile Combes qui les chassent de France au début du XXe siècle. Ils s'installent alors en Belgique, avec une maison d'études à Rome.
En 1839, Mgr Hugues, évêque de New York, qui était en relation avec Mgr de Forbin-Janson, appelle un groupe de Pères de la Miséricorde pour s'occuper des immigrants francophones. Ils sont invités également dans le diocèse de La Nouvelle-Orléans, où l'on parlait encore français, puis au Spring Hill College de Mobile (Alabama). Il s'étendent à New York en exerçant leur ministère dans des paroisses francophones, celle de Saint-Vincent-de-Paul, celle de Sainte-Jeanne-Françoise-de-Chantal et celle de Notre-Dame-de-Lourdes.
La congrégation tombe en déclin aux États-Unis au milieu du XXe siècle et ne compte plus que six prêtres en 1980.

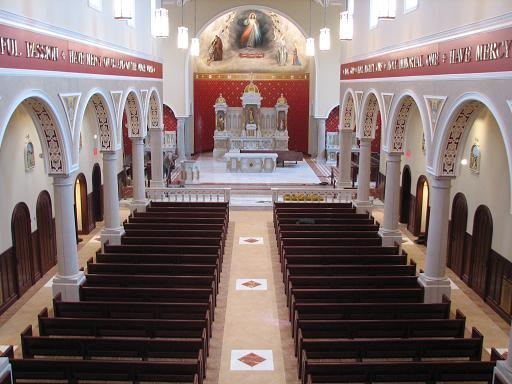
Vue de la chapelle des Pères de la Miséricorde, construite en 2006-2008.

## Aujourd'hui
La congrégation s'éteint en France et en Belgique au milieu du XXe siècle. Les constitutions sont reprises dans leur sens originel dans les années 1990. En 2020, la communauté comptait 37 prêtres et frères rattachés à leur maison généralice de South Union à Auburn dans le Kentucky. Les Pères de la Miséricorde sont actuellement uniquement américains et prêchent plutôt dans les paroisses de campagne et les villes de la région du Midwest, à l'invitation de l'évêque local ou du curé local, toutefois ils sont disponibles pour d'autres missions. Ils sont spécialement dévoués aux traditions mariales.

### Articles liés
- Jean-Baptiste Rauzan
- Église Notre-Dame de New York
- Église Saint-Vincent-de-Paul (New York)